# Vrhole pri Slovenskih Konjicah
Vrhole pri Slovenskih Konjicah je naselje v Občini Slovenska Bistrica.